# 東ヌサ・トゥンガラ州
東ヌサ・トゥンガラ州（ひがしヌサ・トゥンガラしゅう、インドネシア語: Nusa Tenggara Timur）は、インドネシアの州。西ティモールを含む小スンダ列島（ヌサ・トゥンガラ諸島）東部にあたる。州都は西ティモールのクパン。
フローレス島とスンバ島、それにティモール島西部の西ティモールの3島を中心とするおよそ550の島々からなる。ティモール島の東部は東ティモールとして独立している。そのほかの島として、アドナラ島、アロール島、エンデ島、コモド島、ロンブレン島、ムニポ島、リンチャ島、ロテ島 (インドネシア最南端の島)、サヴ島、スマウ島、ソロール島、パンタール島、ライジュア島などがある。

## 宗教
キリスト教徒が90%以上の州である。また、同州はマルク諸島やイリアン・ジャヤのマルク諸島・アンボンの宗教紛争を逃れてきたキリスト教徒の難民の避難先となっている。

## 経済
州の経済指標はインドネシアの平均よりも低く、インフレ率は年率15%と高い。失業率は30%である。(2003/04 ユネスコUNESCO資料)

## 教育
識字率は22-24%で、中等教育の就学率は39%である。これはインドネシア平均の80.49に比べ極端に低い。(2003/04 ユネスコUNESCO資料)

## 衛生
安全な水、公衆衛生、衛生施設の不足から、子どもの栄養失調率(32%)並びに幼児死亡率(1000人中71人)ともインドネシアの中で最も高い州のひとつである。(2003/04 ユネスコUNESCO資料)

## 行政区分

東ヌサ・トゥンガラ州行政区画図。赤色が州都クパン。

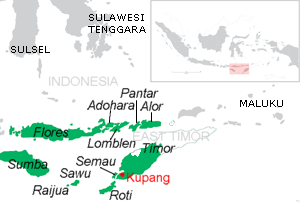
東ヌサ・トゥンガラ州のおもな島々

東ヌサ・トゥンガラ州は21県1市に分けられている。
1. 西スンバ県（インドネシア語版、英語版） – 県都ワイカブバック（インドネシア語版、英語版）。スンバ島西部。
2. 東スンバ県（インドネシア語版、英語版） – 県都ワインガプ。スンバ島東部。
3. 中部スンバ県（インドネシア語版、英語版） – 県都ワイバクル（英語版）。スンバ島中部。
4. 南西スンバ県（インドネシア語版、英語版） – 県都タンボラカ（インドネシア語版）。スンバ島南西部。
5. マンガライ県（インドネシア語版、英語版） – 県都ルトゥン（インドネシア語版、英語版）。フローレス島西部。
6. シッカ県（インドネシア語版、英語版） – 県都マウメレ。フローレス島東部。
7. ンガダ県（インドネシア語版、英語版） – 県都バジャワ（インドネシア語版、英語版）。フローレス島西部。
8. エンデ県 – 県都エンデ)。フローレス島中部。
9. 東フローレス県（インドネシア語版、英語版） – 県都ララントゥカ。フローレス島東部。
10. クパン県（インドネシア語版、英語版） – 県都オエラマシ（Oelamasi）。ティモール島西部。
11. 中南部ティモール県（インドネシア語版、英語版） – 県都ソウ（インドネシア語版）。ティモール島中南部。
12. 中北部ティモール県（インドネシア語版、英語版） – 県都クファムナウ（インドネシア語版、英語版）。ティモール島中北部。
13. ブル県（インドネシア語版、英語版） – 県都アタムブア（インドネシア語版、英語版）。ティモール島中部。
14. アロール県（インドネシア語版、英語版） – 県都カラバヒ（インドネシア語版、英語版）。アロール島・パンタール島。
15. ルムバタ県（インドネシア語版、英語版） – 県都レウォレバ（インドネシア語版、英語版）。ロンブレン島。
16. ロテ・ンダオ県（インドネシア語版、英語版） – 県都バア（インドネシア語版、英語版）。ロテ島。
17. 西マンガライ県（インドネシア語版、英語版） – 県都ラブハンバジョ。フローレス島西端部・コモド島・リンチャ島。
18. ナゲケオ県 – 県都ンバイ: Mbai。フローレス島中部。
19. 東マンガライ県（インドネシア語版、英語版） – 県都ボロン (フローレス島)（インドネシア語版、ドイツ語版）。フローレス島西部。
20. 西サブ県（インドネシア語版、英語版） – 県都西サブ（インドネシア語版、英語版）。サヴ島。
21. マラカ県（インドネシア語版、英語版） – 県都ベトゥン（インドネシア語版）。ティモール島中部。
22. クパン市 – ティモール島西部。